# Ал-Пла-дал-Панадес
Ал-Пла-дал-Панаде́с (кат. El Pla del Penedès) — муніципалітет, розташований в Автономній області Каталонія, в Іспанії. Знаходиться у районі (кумарці) Ал-Панадес провінції Барселона, згідно з новою адміністративною реформою перебуватиме у складі Баґарії (округи) Барселона.

## Населення
Населення міста (у 2007 р.) становить 891 особа (з них менше 14 років — 12,9%, від 15 до 64 — 63,4%, понад 65 років — 23,7%). У 2006 р. народжуваність склала 14 осіб, смертність — 13 осіб, зареєстровано 1 шлюб. У 2001 р. активне населення становило 434 особи, з них безробітних — 39 осіб.

Серед осіб, які проживали на території міста у 2001 р., 781 народилися в Каталонії (з них 646 осіб у тому самому районі, або кумарці), 92 особи приїхали з інших областей Іспанії, а 22 особи приїхали з-за кордону. 

Університетську освіту має 6,4% усього населення. 

У 2001 р. нараховувалося 313 домогосподарств (з них 21,4% складалися з однієї особи, 22% з двох осіб,22,7% з 3 осіб, 21,4% з 4 осіб, 8% з 5 осіб, 4,5% з 6 осіб, 0% з 7 осіб, 0% з 8 осіб і 0% з 9 і більше осіб).

Активне населення міста у 2001 р. працювало у таких сферах діяльності : у сільському господарстві — 15,2%, у промисловості — 28,1%, на будівництві — 12,7% і у сфері обслуговування — 44,1%. 

 У муніципалітеті або у власному районі (кумарці) працює 212 осіб, поза районом — 257 осіб.

### Безробіття
У 2007 р. нараховувалося 18 безробітних (у 2006 р. — 17 безробітних), з них чоловіки становили 50%, а жінки — 50%.

## Економіка

### Підприємства міста

#### Промислові підприємства
| \| Промислові підприємства міста, за сферою діяльності \| Промислові підприємства міста, за сферою діяльності \| Промислові підприємства міста, за сферою діяльності \| \| Рік \| 2002 р. \| 2001 р. \| \| --------------------------------------------------- \| --------------------------------------------------- \| --------------------------------------------------- \| \| Енергетичні та водні ресурси \| 0% \| 0% \| \| Хімія та метали \| 8% \| 8% \| \| Переробка металів \| 32% \| 32% \| \| Продукти харчування \| 44% \| 44% \| \| Текстиль \| 8% \| 8% \| \| Виробництво меблів, видання \| 4% \| 4% \| \| Інше \| 4% \| 4% \| \| Усього підприємств \| 25 \| 25 \| |         |         |
| Промислові підприємства міста, за сферою діяльності |         |         |
| Рік | 2002 р. | 2001 р. |
| Енергетичні та водні ресурси | 0%      | 0%      |
| Хімія та метали | 8%      | 8%      |
| Переробка металів | 32%     | 32%     |
| Продукти харчування | 44%     | 44%     |
| Текстиль | 8%      | 8%      |
| Виробництво меблів, видання | 4%      | 4%      |
| Інше | 4%      | 4%      |
| Усього підприємств | 25      | 25      |

#### Роздрібна торгівля
| \| Підприємства роздрібної торгівлі міста, за сферою діяльності \| Підприємства роздрібної торгівлі міста, за сферою діяльності \| Підприємства роздрібної торгівлі міста, за сферою діяльності \| \| Рік \| 2002 р. \| 2001 р. \| \| ------------------------------------------------------------ \| ------------------------------------------------------------ \| ------------------------------------------------------------ \| \| Продукти харчування \| 58,3% \| 58,3% \| \| Одяг та взуття \| 0% \| 0% \| \| Товари для дому \| 0% \| 0% \| \| Книги та періодичні видання \| 0% \| 0% \| \| Промислова хімічна продукція \| 25% \| 25% \| \| Продукція, пов'язана з транспортними засобами \| 0% \| 0% \| \| Інше \| 16,7% \| 16,7% \| \| Усього підприємств \| 12 \| 12 \| |         |         |
| Підприємства роздрібної торгівлі міста, за сферою діяльності |         |         |
| Рік | 2002 р. | 2001 р. |
| Продукти харчування | 58,3%   | 58,3%   |
| Одяг та взуття | 0%      | 0%      |
| Товари для дому | 0%      | 0%      |
| Книги та періодичні видання | 0%      | 0%      |
| Промислова хімічна продукція | 25%     | 25%     |
| Продукція, пов'язана з транспортними засобами | 0%      | 0%      |
| Інше | 16,7%   | 16,7%   |
| Усього підприємств | 12      | 12      |

#### Сфера послуг
| \| Підприємства міста, що працюють у сфері послуг, за діяльністю \| Підприємства міста, що працюють у сфері послуг, за діяльністю \| Підприємства міста, що працюють у сфері послуг, за діяльністю \| \| Рік \| 2002 р. \| 2001 р. \| \| ------------------------------------------------------------- \| ------------------------------------------------------------- \| ------------------------------------------------------------- \| \| Гуртова торгівля \| 32,4% \| 32,3% \| \| Готелі та готельний бізнес \| 14,7% \| 12,9% \| \| Транспорт та зв'язок \| 20,6% \| 22,6% \| \| Посередницькі фінансові послуги \| 2,9% \| 3,2% \| \| Послуги підприємствам \| 2,9% \| 0% \| \| Послуги фізичним особам \| 14,7% \| 16,1% \| \| Нерухомість та ін. \| 11,8% \| 12,9% \| \| Усього підприємств \| 34 \| 31 \| |         |         |
| Підприємства міста, що працюють у сфері послуг, за діяльністю |         |         |
| Рік | 2002 р. | 2001 р. |
| Гуртова торгівля | 32,4%   | 32,3%   |
| Готелі та готельний бізнес | 14,7%   | 12,9%   |
| Транспорт та зв'язок | 20,6%   | 22,6%   |
| Посередницькі фінансові послуги | 2,9%    | 3,2%    |
| Послуги підприємствам | 2,9%    | 0%      |
| Послуги фізичним особам | 14,7%   | 16,1%   |
| Нерухомість та ін. | 11,8%   | 12,9%   |
| Усього підприємств | 34      | 31      |

## Житловий фонд
У 2001 р. 2,9% усіх родин (домогосподарств) мали житло метражем до 59 м2, 17,6% — від 60 до 89 м2, 36,1% — від 90 до 119 м2 і
43,5% — понад 120 м2.

З усіх будівель у 2001 р. 13% було одноповерховими, 61,7% — двоповерховими, 24,5
% — триповерховими, 0,8% — чотириповерховими, 0% — п'ятиповерховими, 0% — шестиповерховими,
0% — семиповерховими, 0% — з вісьмома та більше поверхами.

## Автопарк
| \| Автомобілі, зареєстровані у місті, за призначенням \| Автомобілі, зареєстровані у місті, за призначенням \| Автомобілі, зареєстровані у місті, за призначенням \| \| Рік \| 2006 р. \| 2005 р. \| \| -------------------------------------------------- \| -------------------------------------------------- \| -------------------------------------------------- \| \| Приватні автомобілі \| 66,7% \| 66,2% \| \| Мотоцикли \| 8,9% \| 8,2% \| \| Вантажівки \| 22,3% \| 23,4% \| \| Трактори \| 0% \| 0% \| \| Автобуси та ін. \| 2,1% \| 2,1% \| \| Усього автомобілів \| 808 шт. \| 800 шт. \| |         |         |
| Автомобілі, зареєстровані у місті, за призначенням |         |         |
| Рік | 2006 р. | 2005 р. |
| Приватні автомобілі | 66,7%   | 66,2%   |
| Мотоцикли | 8,9%    | 8,2%    |
| Вантажівки | 22,3%   | 23,4%   |
| Трактори | 0%      | 0%      |
| Автобуси та ін. | 2,1%    | 2,1%    |
| Усього автомобілів | 808 шт. | 800 шт. |

## Вживання каталанської мови
У 2001 р. каталанську мову у місті розуміли 98,5% усього населення (у 1996 р. — 99,4%), вміли говорити нею 91,2% (у 1996 р. — 
94,6%), вміли читати 89,3% (у 1996 р. — 88,8%), вміли писати 53,6
% (у 1996 р. — 53,2%). Не розуміли каталанської мови 1,5%.

## Політичні уподобання
У виборах до Парламенту Каталонії у 2006 р. взяло участь 477 осіб (у 2003 р. — 557 осіб). Голоси за політичні сили розподілилися таким чином:
| \| Вибори до Парламенту Каталонії \| Вибори до Парламенту Каталонії \| Вибори до Парламенту Каталонії \| \| Рік \| 2006 р. \| 2003 р. \| \| -------------------------------------- \| ------------------------------ \| ------------------------------ \| \| Конвергенція та Єднання (CiU) \| 49,3% \| 54% \| \| Соціалістична партія Каталонії (PSC) \| 16,8% \| 16,9% \| \| Народна партія (PP) \| 2,7% \| 1,6% \| \| Ініціатива за зелену Каталонію (IC) \| 7,5% \| 3,9% \| \| Республіканська лівиця Каталонії (ERC) \| 21,8% \| 22,4% \| \| Громадянська партія (C's) \| 0,2% \| 0% \| \| Інші \| 1,7% \| 1,1% \| |         |         |
| Вибори до Парламенту Каталонії |         |         |
| Рік | 2006 р. | 2003 р. |
| Конвергенція та Єднання (CiU) | 49,3%   | 54%     |
| Соціалістична партія Каталонії (PSC) | 16,8%   | 16,9%   |
| Народна партія (PP) | 2,7%    | 1,6%    |
| Ініціатива за зелену Каталонію (IC) | 7,5%    | 3,9%    |
| Республіканська лівиця Каталонії (ERC) | 21,8%   | 22,4%   |
| Громадянська партія (C's) | 0,2%    | 0%      |
| Інші | 1,7%    | 1,1%    |

У муніципальних виборах у 2007 р. взяло участь 567 осіб (у 2003 р. — 570 осіб). Голоси за політичні сили розподілилися таким чином:
| \| Муніципальні вибори \| Муніципальні вибори \| Муніципальні вибори \| \| Рік \| 2007 р. \| 2003 р. \| \| -------------------------------------- \| ------------------- \| ------------------- \| \| Конвергенція та Єднання (CiU) \| 37,4% \| 57,7% \| \| Соціалістична партія Каталонії (PSC) \| 62,3% \| 41,1% \| \| Народна партія (PP) \| 0,4% \| 1,2% \| \| Ініціатива за зелену Каталонію (IC) \| 0% \| 0% \| \| Республіканська лівиця Каталонії (ERC) \| 0% \| 0% \| \| Громадянська партія (C's) \| 0% \| 0% \| \| Інші \| 0% \| 0% \| |         |         |
| Муніципальні вибори |         |         |
| Рік | 2007 р. | 2003 р. |
| Конвергенція та Єднання (CiU) | 37,4%   | 57,7%   |
| Соціалістична партія Каталонії (PSC) | 62,3%   | 41,1%   |
| Народна партія (PP) | 0,4%    | 1,2%    |
| Ініціатива за зелену Каталонію (IC) | 0%      | 0%      |
| Республіканська лівиця Каталонії (ERC) | 0%      | 0%      |
| Громадянська партія (C's) | 0%      | 0%      |
| Інші | 0%      | 0%      |